# Caatinganachtschwalbe
Die Caatinganachtschwalbe (Nyctiprogne vielliardi, Syn.: Chordeiles vielliardi) auch Bahianachtschwalbe ist eine Vogelart aus der Familie der Nachtschwalben (Caprimulgidae).
Sie kommt endemisch in Brasilien im Bundesstaat Bahia entlang des Rio São Francisco und in Minas Gerais vor.
Ihr Verbreitungsgebiet umfasst trockene Savanne, Caatinga entlang von Flussufern, gerne mit Dünen und Gesteinsflächen.

## Beschreibung

Verbreitungsgebiet (grün) der Caatinganachtschwalbe in Brasilien

Die Caatinganachtschwalbe ist mit etwa 17 cm eine kleine, dunkel kastanienbraun gefiederte Nachtschwalbe. Die Oberseite ist dunkelbraun gefleckt und breit schwarzbraun gestreift auf dem Scheitel, die Flügeldecken haben dunkelbraune Flügelbinden. Gegenüber der Bindenschwanz-Nachtschwalbe wird sie am besten durch das Fehlen einer Schwanzbinde abgegrenzt.

## Stimme
Der Ruf des Männchens wird als sanftes, melodisches zweisilbiges, wiederholtes whuip-purr beschrieben.

## Lebensweise
Die Nahrung besteht aus Insekten, die ähnlich wie bei der Bindenschwanz-Nachtschwalbe über Wasser und offenem Gelände oft in großen Gruppen gejagt werden. Dabei erinnert das Flugverhalten an eine Fledermaus.

## Gefährdungssituation
Die Caatinganachtschwalbe gilt als „nicht gefährdet“ (least concern).